# 守口市立三郷小学校
守口市立三郷小学校（もりぐちしりつ さんごうしょうがっこう）は、大阪府守口市にあった公立小学校。少子化を受けて2018年に守口市立橋波小学校と統合する形で廃校となった。2019年から跡地で守口市立さくら小学校の新校舎建設工事が開始され、2021年からその新校舎へさくら小学校が移転した。

## 沿革
- 1874年（明治7年） - 堺県第133番小学校として開校
- 1893年（明治26年） - 茨田郡村立三郷尋常小学校と改称
- 1934年（昭和9年）9月21日 - 室戸台風の暴風雨により木造校舎が倒壊。児童が下敷きとなり死傷者[3]。
- 1941年（昭和16年）4月 - 国民学校令により、北河内郡三郷国民学校と改称。
- 1946年（昭和21年）10月 - 守口市の市制施行により、守口市三郷国民学校と改称。
- 1947年（昭和22年） - 学制改革により、現校名（守口市立三郷小学校）となる。
- 1951年（昭和26年）4月 - 守口市立寺方小学校分離
- 1953年（昭和28年）4月 - 守口市立橋波小学校分離
- 2018年（平成30年）
  - 3月 - 守口市立橋波小学校との統合により廃校
  - 4月 - 守口市立さくら小学校が開校

## 主な進学先
- 守口市立第四中学校

## 所在地
- 〒570-0035 守口市東光町2丁目1番4号
- 最寄り駅は、京阪本線守口市駅より京阪バスで東光町下車。